# 海口美蘭国際空港
海口美蘭国際空港（かいこうびらんこくさいくうこう）は、中華人民共和国海南省海口市美蘭区に位置する国際空港。海南航空がこの空港をハブ空港としている。2008年の乗降客数は約820万人。

## 沿革
- 1993年12月：着工する。
- 1999年5月25日：正式開港。
- 2002年：海口美蘭国際機場股份有限公司として香港株式取引所に上場。
- 2020年：イギリススカイトラックス社より5つ星空港として認定される。

## 主な就航会社

### 国内線
- 中国国際航空
- 中国南方航空
- 海南航空
- 深圳航空
- 東星航空
- 中国東方航空
- 山東航空
- 上海航空
- 四川航空
- 春秋航空

### 国際線
| 航空会社             | 就航地                                                                    |
| -------------------- | ------------------------------------------------------------------------- |
| 海南航空             | 台北/桃園、東京/成田、大阪/関西、アブダビ(2025年10月19日より運航再開予定) |
| 吉祥航空             | 大阪/関西(南京経由)                                                       |
| 香港航空             | 香港                                                                      |
| 香港エクスプレス航空 | 香港                                                                      |

## アクセス

### 鉄道
海南東環鉄道美蘭駅に直結している。

### 自動車
海口市街まで約30分、タクシーでは約50元。